# Palanga

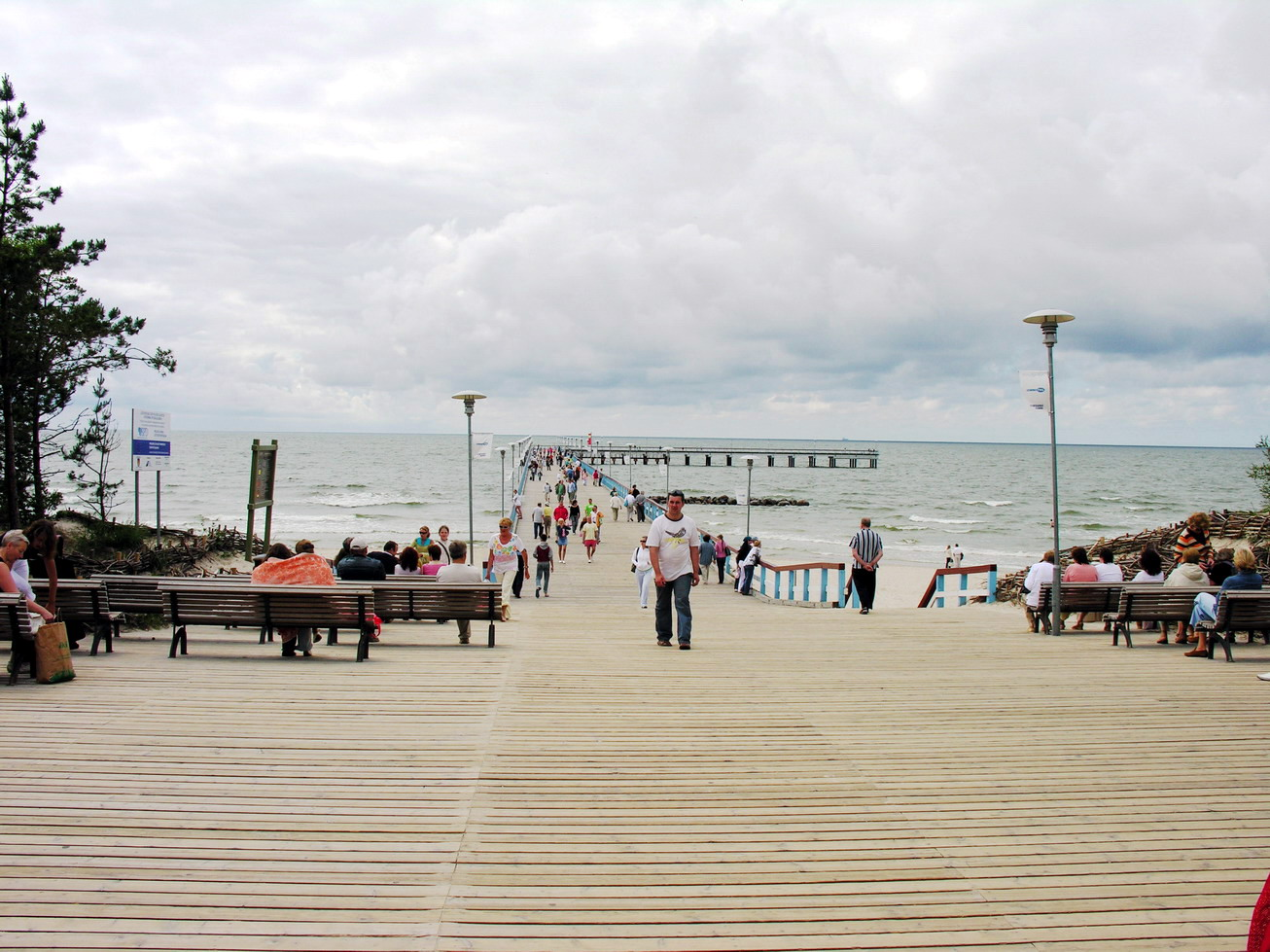
Píer em uma praia de Palanga.

Palanga (em alemão:  Polangen; em polonês/polaco:  Połąga) é uma cidade turística no oeste da Lituânia, nas margens do Mar Báltico. É a estância de verão mais movimentada da Lituânia e tem praias (18 km de comprimento e até 300 m de largura) e dunas de areia. Oficialmente, Palanga tem o status de município e inclui Šventoji, Nemirseta, Būtingė e outros povoados, considerados parte da cidade.

## Transporte
O município é acessado por estrada de Klaipėda e Šiauliai. Não há ferrovias no município (a conexão ferroviária mais próxima fica em Kretinga, capital do distrito municipal de Kretinga). O Aeroporto Internacional de Palanga, o terceiro maior da Lituânia, oferece voos de conexão para o Reino Unido, República da Irlanda, Escandinávia, Alemanha e a maior cidade dos Países Bálticos - Riga, Letônia. O aeroporto está localizado entre Palanga e Šventoji, e recebe mais voos no verão devido ao caráter turístico do município.

## Cidades-irmãs
- Jūrmala, Letônia[2]
- Liepāja, Letônia
- Bergen auf Rügen, Alemanha
- Kobuleti, Geórgia
- Eilat, Israel
- Ustka, Polônia
- Cherniajovsk, Rússia
- Svetlogorsk, Rússia
- Simrishamn, Suécia
- Bucha, Ucrânia

## Desporto

### Basquetebol
A cidade é representada pelo clube de basquete Palanga Kuršiai no campeonato da National Basketball League (NKL).

### Futebol
Atualmente não há times nas principais categorias do futebol lituano, após a desclassificação e o desaparecimento do FK Palanga em 2019.